# Subaczawa
Subaczawa (biał. Субачава; ros. Субочево, Suboczewo) – wieś na Białorusi, w obwodzie witebskim, w rejonie orszańskim, w sielsowiecie Smolany.